# PGC 94198
LEDA/PGC 94198 ist eine Galaxie im Sternbild Großer Bär am Nordsternhimmel, die schätzungsweise 261 Millionen Lichtjahre von der Milchstraße entfernt ist. Im selben Himmelsareal befinden sich u. a. die Galaxien NGC 3737, NGC 3759, IC 2943.